# Giuseppe Marchi
Giuseppe Marchi (22 de fevereiro de 1795, Tolmezzo - 10 de fevereiro de 1860, Roma) foi um arqueólogo jesuíta italiano que trabalhou nas catacumbas de Roma.
Ele ingressou na Companhia de Jesus em Roma, em 12 de novembro de 1814, pouco depois do restabelecimento da ordem, e foi professor de humanidades sucessivamente nas faculdades de Terni, Reggio Emilia, Modena e Santo André do Quirinal. Depois de concluir seu curso e fazer sua profissão religiosa (1833), tornou-se professor de retórica no Roman College e manteve esse cargo até 1842. Enquanto isso, ele dedicou seu lazer ao estudo, aplicando-se através da escolha a antiguidades não-cristãs. Em 1838, ele foi feito prefeito do Museu Kircher, cargo que manteve até sua morte.
Ele logo deu atenção especial às antiguidades cristãs, esperando assim encontrar um meio de restaurar a arte cristã. Em 1840, ele anunciou sua intenção de reunir em uma grande publicação os monumentos da arquitetura, pintura e escultura cristãs. Suas atividades arqueológicas o recomendaram a Gregório XVI como qualificado para suceder Settele na posição de Conservatore dei sacri cimiteni di Roma (1842). Nessa época, Marchi conheceu o jovem Giovanni Battista De Rossi, que o aceitou como mestre e, a partir de então, o acompanhou em suas visitas às catacumbas romanas. Esses cemitérios antigos haviam sido abandonados, mas a partir de então eram mais acessíveis e podiam ser estudados no terreno. Em 1844, Marchi publicou o primeiro volume de seus "Monumenti", dedicado à construção das catacumbas, especialmente a de Santa Inês. Ele provou a origem cristã desses cemitérios antigos e, através de seus estudos, provocou (21 de março de 1845) a descoberta das criptas de São Pedro e Jacinto na catacumba de Santo Hermes.
Foi De Rossi quem fez as grandes descobertas nas catacumbas. Ele sabia melhor que Marchi como usar dados topográficos antigos e todos os recursos da aprendizagem. Marchi foi nomeado consultor da Congregação do Índice em 1847 e vários anos depois (1854) participou da criação do Museu Lateranense, do qual, com Fabris, tornou-se diretor. Em julho de 1855, seus trabalhos foram interrompidos pela primeira vez por um golpe de apoplexia, ao qual ele sucumbiu em 1860.
As notas destinadas à continuação dos "Monumenti" foram perdidas, mas algumas foram encontradas pelo padre Bonavenia e divulgadas no Segundo Congresso de Arqueologia Cristã de Roma (1900). Esses documentos recuperados foram destinados ao segundo volume do "Monumenti", que tratava da arquitetura cristã não-cemiterial de Roma.

## Trabalhos publicados
- Musei Kircherniani Inscriptiones ethnicæ et christianæ (Milan, 1837);
- L'aes grave del Museo Kircheriano, ovvero le monete primitive dei popoli dell' Italia media in collaboration with P. Tessieni (Rome, 1839);
- Monumenti delle arti cristane primitive nella metropoli del cristianesimo: I. Archittetura della Roma sotteranea cristiana (Rome, 1844).